# Ferrovial
Ferrovial és una empresa espanyola especialitzada en el transport que cotitza a l'Ibex 35. Fundada el 1952, opera en més de 40 països gestionant autopistes, línies de ferrocarril, suport a estacions i aeroports i altres activitats similars.
Algunes de les companyies que depenen de Ferrovial són Cintra (adquirida el 1998), BAA Limited (comprada el 2006) i Cespa. Va tenir un paper destacat en la construcció del Museu Guggenheim (Bilbao).
El 2017 va aparèixer en la sentència del Cas Palau de la Música com a proveïdora de fons que acabaven finançant irregularment a Convergència Democràtica de Catalunya. El partit, dirigents del Palau i dos directius de la companyia van pactar per endavant, entre 1999 i 2009, l'obra pública que se li adjudicaria anualment a canvi d'una comissió del 4% sobre l'import. La sentència ho va qualificar d'«interferència política que va influir en l'adjudicació de contractes», però els dos exdirectius en foren absolts en considerar que els seus delictes havien prescrit.
El 2018, davant la perspectiva del Brexit, la companyia va traslladar uns 6.000 milions d'euros dels seus actius britànics a la seva seu dels Països Baixos. Al Regne Unit hi tenia, per exemple, el 25% de la propietat de l'aeroport de Londres-Heathrow. El 2023 va anunciar que també hi traslladaria la seva seu social corporativa des de Madrid, fet que va provocar una reacció fortament irada per part del govern espanyol i certs mitjans i opinió pública d'aquest estat. Es van apuntar diferents motius i avantatges, d'entrada alguns de fiscals en tenir la repatriació de dividends un millor tractament, però també l'estabilitat política i econòmica i la facilitat d'accés als mercats borsaris dels EUA des d'allí. Ferrovial tenia previst localitzar a Amèrica del Nord el 92% de les seves inversions internacionals fins al 2027.
El 13 d'abril de 2023 el 93,3% de l'accionariat de l'empresa va aprovar el trasllat de la seu social als Països Baixos.